# Habenaria elongata
Habenaria elongata är en orkidéart som beskrevs av Robert Brown. Habenaria elongata ingår i släktet Habenaria och familjen orkidéer.

## Underarter
Arten delas in i följande underarter:
- H. e. elongata
- H. e. leptophylla